# Clam (Charente-Maritime)
Clam é uma comuna francesa na região administrativa da Nova Aquitânia, no departamento de Charente-Maritime. Estende-se por uma área de 6,83 km². Em 2010 a comuna tinha 428 habitantes (densidade: 62,7 hab./km²).